# آلباتروس سی۳
آلباتروس سی۳ (به انگلیسی: Albatros_C.III) یک هواگرد از نوع چندمنظوره ساخت شرکت آلباتروس فلوکتسایک‌ورک و دی‌ای‌آر در آلمان است. این هواگرد در سال ۱۹۱۵ میلادی رسماً معرفی گردید.